# Vojtěch Bárta
Vojtěch Bárta (16. listopadu 1860 Sidonie – 2. srpna 1916 Čáslav) byl podnikatel-továrník, zakladatel akciové společnosti „Bárta a spol“.
Jeho otec byl Václav Bárta, pozdější první františkodolský továrník Bártova rodu. Matka Josefa Henke, dcera ředitele brusírny skla ve Světlé nad Sázavou – Karlov.

## Život

### Narození a Vojtěchův otec Václav Bárta, první františkodolský sklář z rodiny Bártů
Narodil se ve sklárně ve sv. Sidonii, kde v té době jeho otec Václav Bárta zastával funkci ředitele továrny. Továrník Josef Schreiber, majitel sklárny ve sv. Sidonii, Josefodolu u Světlé nad Sázavou, brusírny skla Karlov a později i Lednickém Rovném byl bratrancem Josefy Henke, která byla manželkou Václava Bárty. Odtud pramenila počáteční důvěra, které se Václav Bárta těšil od Josefa Schreibera. Ten jmenoval postupně Václava i do dalších ředitelských funkcí firmy Schreiber. V roce 1857 za věrné služby získal Václav Bárta od J. Schreibera darem brusírnu skla ve Františkodole. Nyní se již továrník Václav plně věnuje jak řízení sklárny v Sidonii, tak své brusírně skla, která měla jeden vodní náhon a v roce 1874 zaměstnávala 60 brusičů skla. Surové sklo získával většinou ze skláren v Josefodole u Světlé nad Sázavou a malé tzv. Loukovské huti, zvané též "Rohule", která stála na místním vrchu „Melechov“ . Po Václavově smrti získal brusírnu skla jeho nejmladší syn Vojtěch Bárta. V té době je však nezletilý a tak se vedení firmy ujala Vojtěchova matka Josefa Henke a její otec, sklářský ředitel. Rodina se přestěhovala do areálu františkodolské továrny, ve kterém stojí vila, v níž předtím proběhla značná rekonstrukce.

### Dospělost – budování sklárny a vznik firmy "Bárta a spol."
Po dosažení dospělosti převzal vedení brusírny skla a posléze začal s velice razantní přestavbou továrny. Nad brusírnu přistavěl další patro s dílenskou halou, vybudoval skelnou huť a tím postupně z původní brusírny skla vznikla plnohodnotná sklárna. Vojtěchův bratr Josef získal od Josefa Schreibera sklárnu v Antonínově Dole u Jihlavy. Oba bratři založili akciovou společnost Bárta a pol. Jeho sestra se provdala do nedaleké obce Budíkov za místního velkostatkáře Wurma. Synovcem těchto sourozenců byl spisovatel Jan Bárta (* 27.2.1883 v Dubňanech – †1959 v Lednickém Rovném), autor děl "V soumraku ideálu", "Vítěz" a "Rákocziho pochod". Jan Bárta je pochovaný v Lednickém Rovném.
V nedaleké osadě Mariadol zakoupil mlýn s pozemky, které dosahovaly až k řece Sázavě. Mlýn sám však neprovozoval, ale pronajal si ho mlynář Müller, který mlýn provozoval. V osadě Mariadol vybudoval vilku, kterou určil za služební byt pro ředitele své továrny. Vilku pak pojmenoval po jméně prvního ředitele františkodolské továrny na „Zemanku“.
Pro dělníky františkodolské sklárny vystavěl nad továrnou bytovku. Místní občané nazvali po nějaké době dům „Parlamen“. Příčinou byla určitá hašteřivost obyvatel domu[zdroj?].
Stal se mecenášem světelského Sokola. Poté byl zvolen za jeho čestného člena a starostou Sokola ve Světlé nad Sázavou. Vzal si za manželku malířku (krajinářku) Bertu, nar. 1872, dceru Jaroslava Schmidta, majitele panství Květinov a Kvasetice. Sestra Jaroslava Schmidta Hermína, byla provdána za zemského poslance Kamila Štangnera ze Štangleru, pána na Horce nad Sázavou (otec Kamila Štanglera ze Štangleru byl říšský poslanec Josef Stangler ze Stangleru). Členům rodu Štanglerů ze Štangleru a jejich potomkům patřil mezi četnými panstvými i panský dvůr Kaliště a panství Košetice a Pyšely. Matka Berty Schmidtové – Bártové se rovněž jmenovala Berta, byla dcerou majitele panství Květinov a Kvasetice a pána na Mirošově Prokopa Richlého.
Prokop Richlý byl potomek zemského poslance a pána na Mirošově Nepumuka Richlého, který svým vlivem stejně jako potomek Johanna Caspara Josepha de Bargera, význačně napomohl získání statu městečka pro Úsobí.

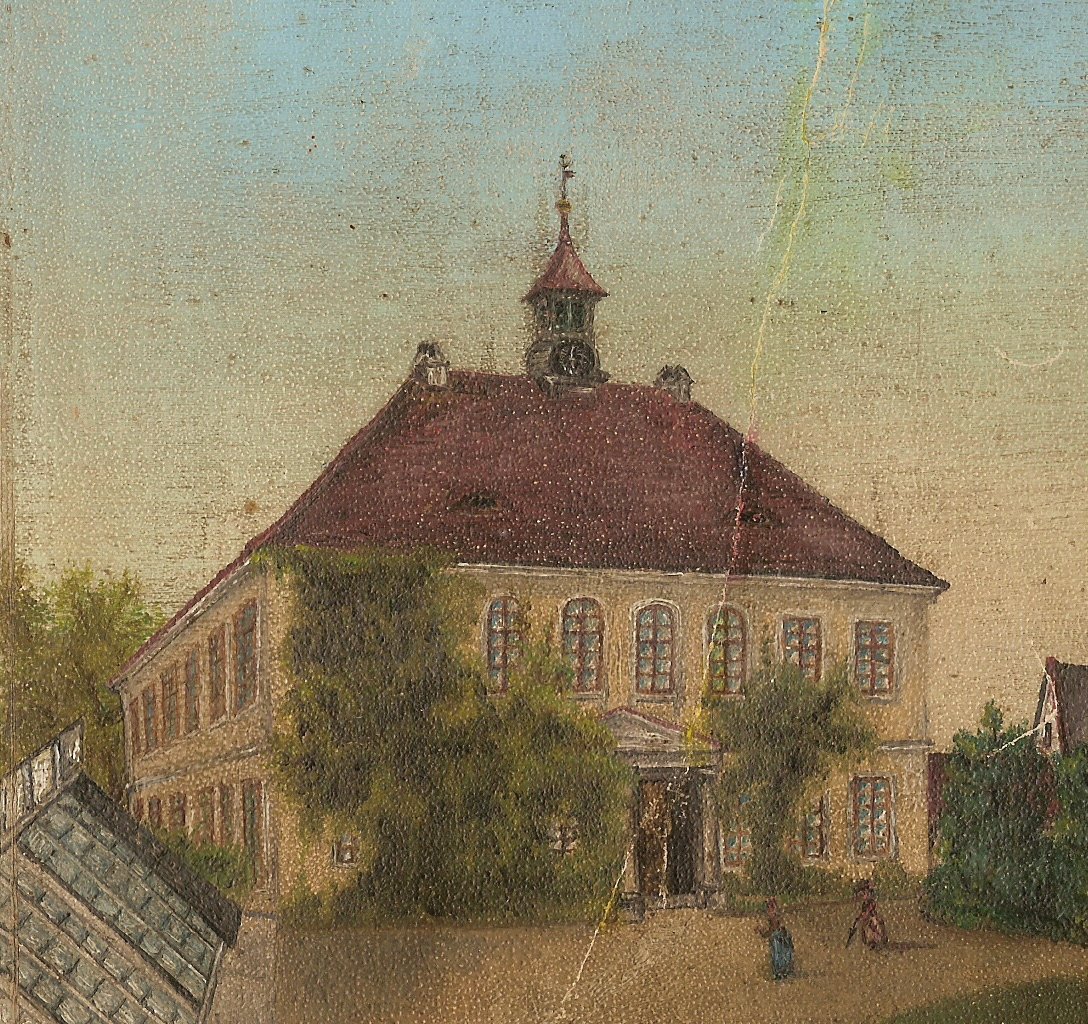
Květinovský zámek v roce 1872, který byl květinovským sídlem rodu Schmidtů a který byl též rodným domem manželky továrníka Vojtěcha Bárty malířky Berty Bártové, rozené Schmidtové

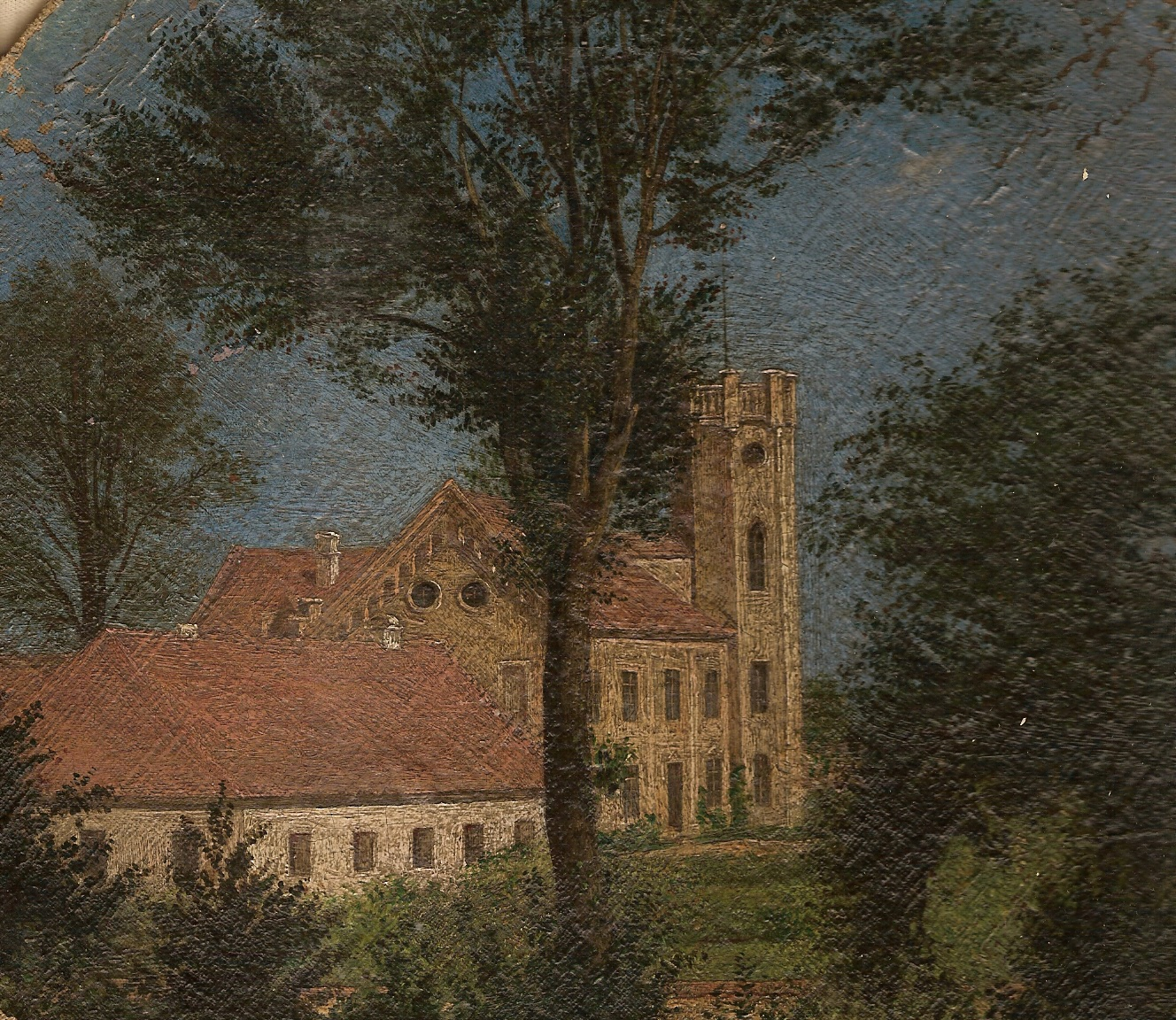
Pohled na boční průčelí Kvasetického zámku, který byl kvasetickým sídlem rodu Schmidtů. V rodinné hrobce umístěné v oboře zámku je pochována s částí své rodiny i jeho manželka Berta Bártová-Schmidtová

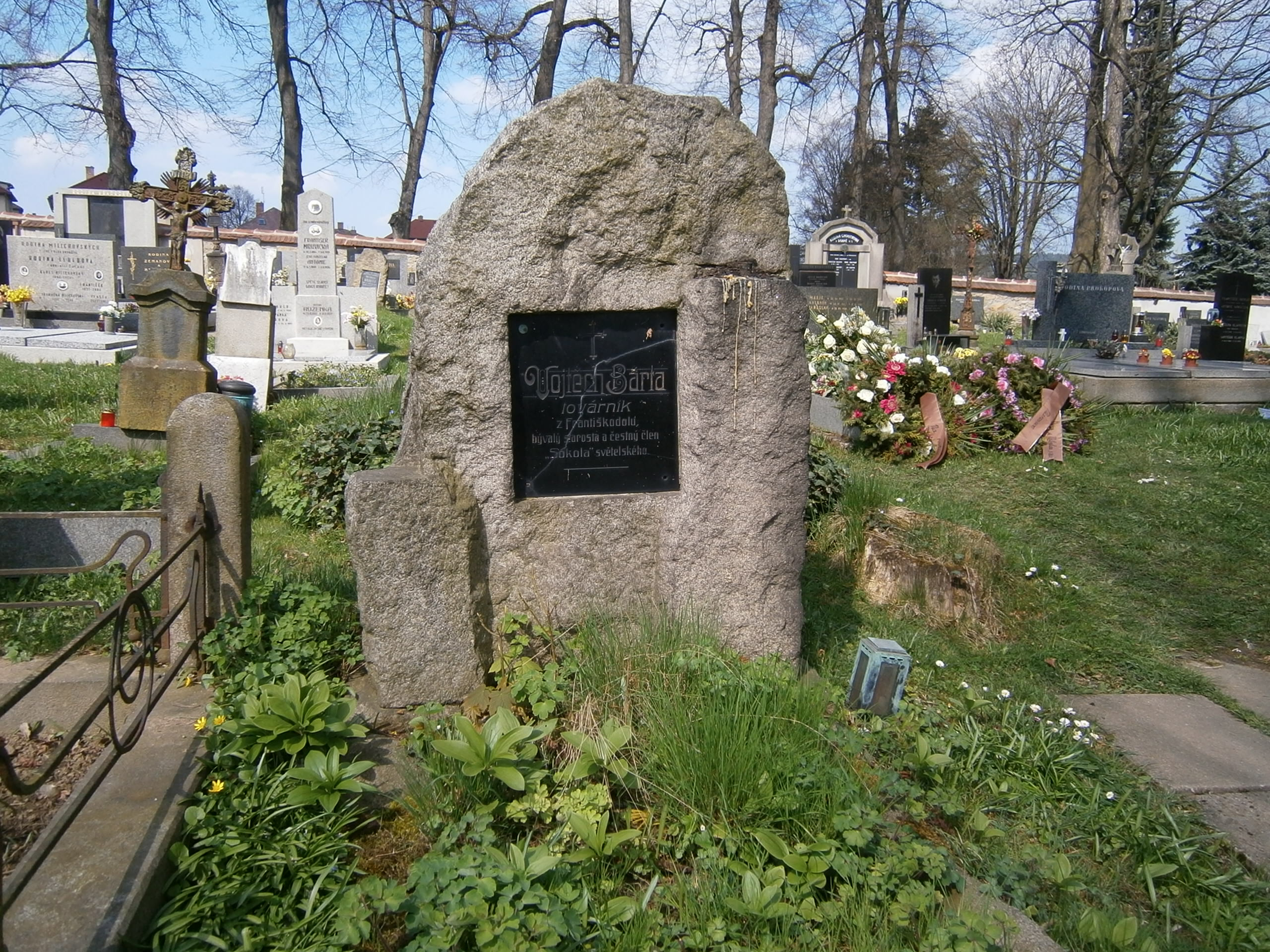
Hrob Vojtěcha Bárty na hřbitově ve Světlé nad Sázavou

Bertin bratr inženýr Robert Schmidt, významný královéhradecký stavitel, vydražil v březnu 1908 v aukci pro svého švagra Vojtěcha Bártu objekt mlýna ve Smrčné u řeky Sázavy přebudovaný na brusírnu skla. Tuto brusírnu Vojtěch již v prosinci téhož roku prodal.
Zakoupil pole o rozloze 2 hektarů vedoucí směrem k nedaleké vesnici Lipnička u Světlé nad Sázavou, les a rybník u osady "Malý mlýnek". Rybník se později nazýval "Bárťák.
S manželkou Bertou měl syna, který byl olympionik a pozdější československý sklářský odborník Zdeněk Hynek Bárta, a dceru Evu, která se provdala za pozdějšího prvorepublikového plukovníka Františka Kůla. Manželé žili společenským životem a nenavštěvovali pouze okolní příbuzenstvo v Kvaseticích, Květinově, Mirošově, Úsobí a Horní Dubenky, kde vlastnil Bertin příbuzný Antonín Kopp sklárnu Janštejn, ale mezi jejich přátele patřil Jaroslav Panuška, Zdeněk Matěj Kuděj, František Antonín Jelínek. Vojtěchova manželka Berta, která byla na svou dobu velice emancipovaná žena pod vlivem svých malířských přátel i podpořena manželem rozhodla se namalovat oponu pro světelskou sokolovnu s Muchovským motivem. Dílo se do dnešního dne nedochovalo.
V roce 1903 uvedl továrník do provozu nový závod své firmy. Stala se jím brusírna skla v Květinově. Objekt brusírny stál u Úsobského potoka. V tomto místě stávala původně valcha. Ředitelem tohoto závodu jmenoval Ludvíka Císaře. Závod byl v průběhu let neustále rozšiřován a jeho výrobky byly vyváženy zejména do Austrálie.
Samostatná františkodolská sklárna, která před první světovou válkou měla jednu sklářskou pec a brusírnu, zaměstnávala 100 dělníků vyrábějících duté a brusné sklo, vyvážela své výrobky zejména do Anglie a USA.

### První světová válka a Vojtěchovo úmrtí
První světová válka znamenala pro firmu silný útlum výroby. V této době onemocněl silným zápalem plic, na který v roce 1916 zemřel.
Je pochován na hřbitově ve Světlé nad Sázavou. Jeho manželka odešla z Františkodolu do svého rodiště Květinova. Po znárodnění panství Květinov v roce 1945 žila v domově důchodců, který byl vybudován v zámku v obci Věž, ten byl, ironií osudu, v minulosti součástí majetku Bertiny sestřenice Marie Stanglerové (von Stangler). Berta zemřela roku 1963 a je pochována v kryptě kaple rodinné hrobky Schmidtů, v oboře kvasetického zámku.
Po úmrtí převzal firmu jeho syn Zdeněk Hynek Bárta.